# Rhaphidophora pubescens
Rhaphidophora pubescens är en insektsart som beskrevs av Kjell Ernst Viktor Ander 1932. Rhaphidophora pubescens ingår i släktet Rhaphidophora och familjen grottvårtbitare. Inga underarter finns listade i Catalogue of Life.